# Oskar Schürer
Oskar Schürer (* 22. Oktober 1892 in Augsburg; † 29. April 1949 in Heidelberg) war ein deutscher Kunsthistoriker, Schriftsteller und Hochschullehrer.

## Leben und Wirken
Oskar Schürer wurde im Oktober 1892 als Sohn des Fabrikdirektors Oskar Schürer und seiner Ehefrau Emma Reusing-Mühlstephan, einer Schwester des Malers Fritz Reusing, in Augsburg geboren. Er entstammte einer wohlhabenden protestantischen Fabrikantenfamilie.
Nach dem Abitur studierte er Kunstgeschichte, Philosophie und Architektur an den Universitäten München, Berlin, Marburg und Freiburg. Das Studium wurde durch die Teilnahme am Ersten Weltkrieg unterbrochen.
Nach dem Krieg setzte Schürer seine Studien in Freiburg, München und Dresden fort und promovierte 1920 bei dem Kunsthistoriker Richard Hamann in Marburg. Es folgten Besuche in Prag. Die Stadt begeisterte ihn mit ihren historischen Bauwerken aus verschiedenen Epochen ebenso wie durch ihre Topographie. Ab 1922 verfasste er Kunstkritiken und ab 1929 lebte er als Schriftsteller in Prag. Im Jahre 1926 schrieb er für die Foto-Zeitschrift „Satrap“ (Ausgabe Nr. 6, Juni) einen Artikel über Industriefotografie und nutzte dazu Aufnahmen des Fotografen Albert Renger-Patzsch. Eine freundschaftliche Begegnung mit dem Fotografen ergab ein ausdrucksstarkes Porträt von Schürer (ca. 1928), das im Archiv des Fotografen aufbewahrt wird. Der ring der freunde neuer kunst Nürnberg lud ihn am Mittwoch, den 19. März 1930 in den Katharinenbau Nürnberg zu seinem Vortrag ein: Die bildende Kunst im heutigen Leben. (s. 2, Mitteilung des Rings, 1930)
1924 heiratete Schürer in Prag die tschechische Tänzerin Jarmila Kröschlová (1893–1983), Pionierin des durch Isadora Duncan bekannt gewordenen choreographischen Ausdruckstanzes. Dieser Ehe entstammt Eva Kröschlová (1926–2019), die sich wiederum dem Ausdruckstanz widmete und bis ins hohe Alter als Choreographin im Ballett, Theater und an verschiedenen Akademien im Bereich der musischen Ausbildung arbeitete. Sie veröffentlichte in tschechischer Sprache einen kurzen Abriss ihres schwierigen Lebens als Tochter eines Deutschen im tschechischen Umfeld.
In Prag fand Oskar Schürer keine feste Anstellung und konnte sich weder an der deutschen noch an der tschechischen Universität habilitieren. Die Habilitation erfolgte dann 1932 an der Universität Halle-Wittenberg bei Paul Frankl. Hier wurde er am 21. Juli 1932 zum Privatdozenten ernannt. Von 1932 bis 1937 war er Lehrbeauftragter für „Deutsche Kunst im Osten“ an der Universität Halle-Wittenberg.
Nach einer Umhabilitation an die Universität München wurde er 1937 dort Privatdozent. Von 1937 bis 1942 wohnte er im Münchner Stadtteil Solln in der heutigen Diefenbacherstraße 11. Im Mai 1939 erhielt er eine außerordentliche Professur für Kunstgeschichte an der Universität München.
Nachdem seine erste Ehe 1939 geschieden worden war, heiratete er im Mai 1939 die Kunststudentin Elisabeth von Witzleben. Zum 1. Oktober 1942 wurde er als außerordentlicher Professor für Kunstgeschichte an die TH Darmstadt berufen. Die Berufung erfolgte auf ausdrückliche Initiative des Reichsministeriums für Wissenschaft, Erziehung und Volksbildung in Berlin. Die Stelle wurde 1943 in eine ordentliche Professur umgewandelt. Schürers Haltung war stets konform mit den Intentionen des NS-Regimes, wenngleich er weder Mitglied der NSDAP noch der SA oder SS gewesen ist.

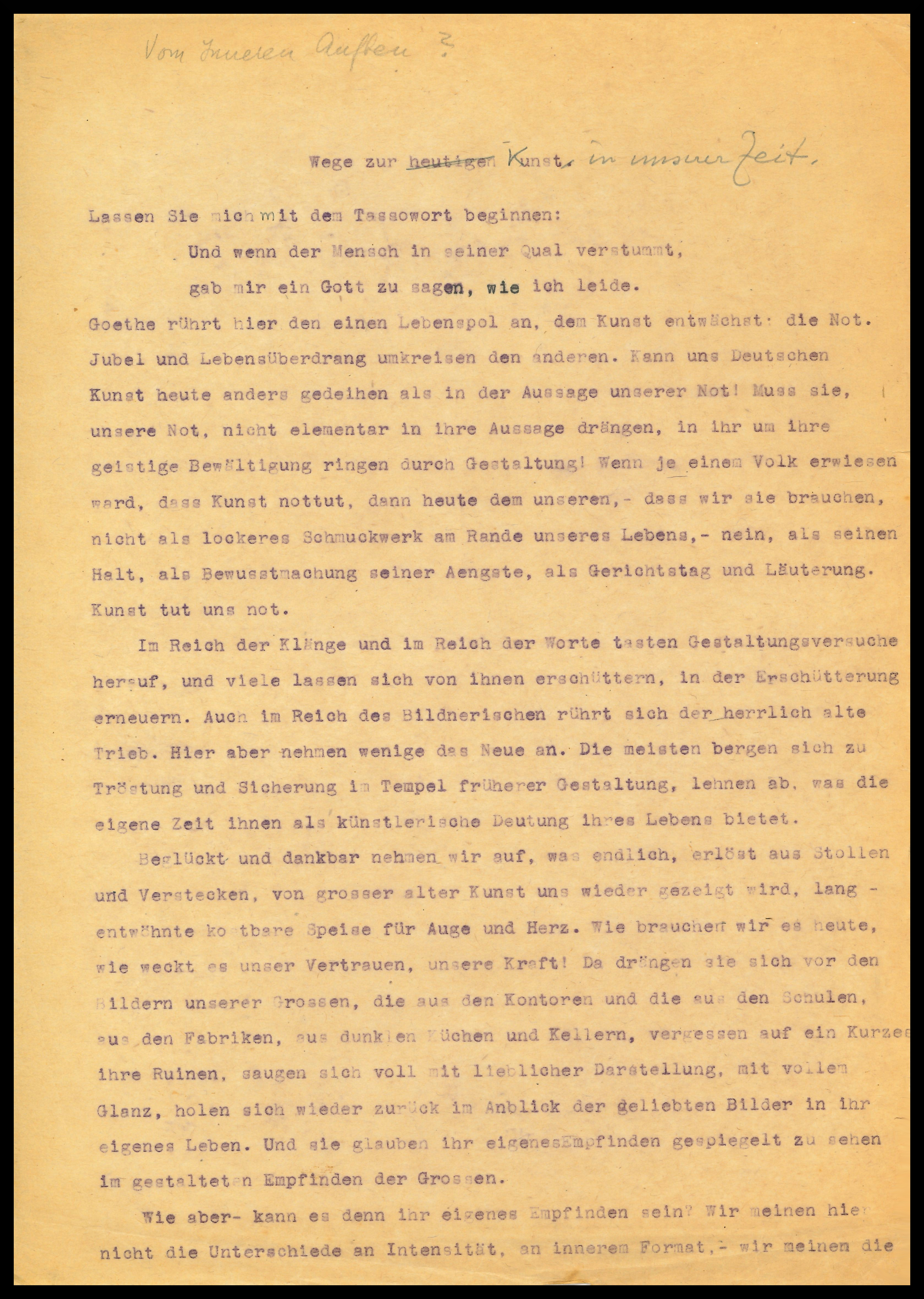
Typoskript zu „Wege zur Kunst in unserer Zeit“, ohne Datum

In einem  Spruchkammerverfahren im November 1946 wurde Schürer als unbelastet eingestuft, so dass er seine Tätigkeit an der TH Darmstadt fortsetzen konnte. In mehreren pädagogisch befrachteten Reden an seine Studenten, die den Krieg überlebt hatten, versuchte er, Hoffnung und Zuversicht für Neugestaltung und Wiederaufbau zu wecken. Im Auftrag der Städtischen Kulturverwaltung führte er bereits ab Mitte Oktober 1945 eine Vortragsveranstaltung über fünf Abende zum Thema „Über das Wesen deutscher Kunst“ durch, die von der Bevölkerung Darmstadts rege besucht wurde. Einer der Vorträge stand unter dem Titel Wege zur Kunst in unserer Zeit.
Oskar Schürer starb am 29. April 1949 in Heidelberg. Bei der akademischen Trauerfeier in Darmstadt hielt der Philosoph Hans Georg Gadamer die Trauerrede.
Sein umfangreicher Nachlass befindet sich im Literaturarchiv der Stadt München.

## Veröffentlichungen
- 1930: Prag. Kultur/Kunst/Geschichte. Berlin und Leipzig.
- 1934: Geschichte von Burg und Pfalz Eger. München.
- 1938: Deutsche Kunst in der Zips. Brünn.
- 1939: Über Landschaftsdarstellungen in der deutschen Kunst um 1500. In: Festschrift Richard Hamann. Berg, S. 117–135.
- 1946: Vom inneren Aufbau. Drei Reden, Stuttgart.